# Lingkhor (Lhasa)

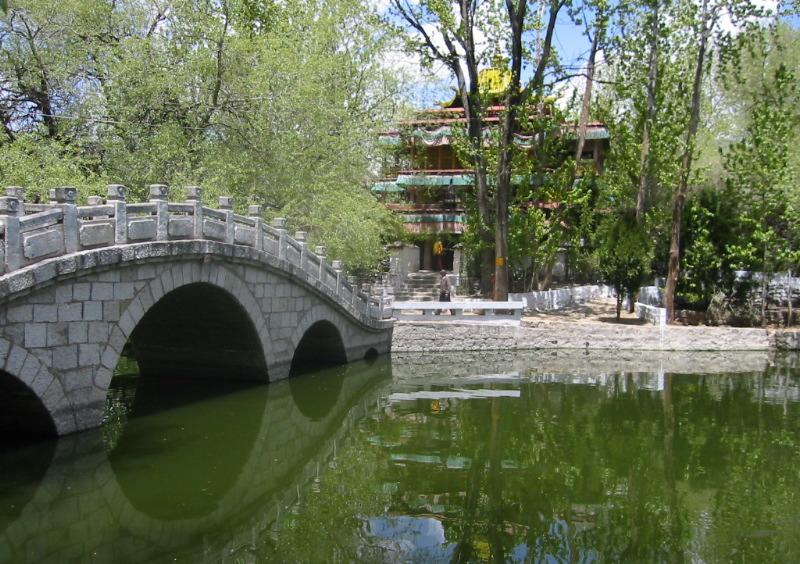
Het pad leidde langs het Potala-paleis via een brug

Lingkhor is een heilig pad. De benaming wordt meestal gebruikt als naam voor de buitenste pelgrimweg, korlam genoemd, in Lhasa, een belangrijke bestemming voor een bedevaart in Tibet
Voorheen was Lingkhor acht kilometer lang en ontsloot het Lhasa, het Potala-paleis en de heilige berg Chogpori. Over de route liep een grote menigte die het pad afgingen met prostraties, ofwel de boeddhistische naar de grond werpingen waarbij het pad met de lengte van het lichaam wordt bedekt tijdens de rondgang. Deze route werd door pelgrims en bedelaars vaak als eerste bezocht wanneer ze Lhasa binnenkwamen. Het pad liep langs wilgen en parken waar Tibetanen in de zomer kwamen voor picknick, het zien van de Tibetaanse opera lhamo en bezoek van de festivals.
Met de grote uitbreiding van Lhasa bestaat een groot deel van Lingkhor niet meer, op een deel ten westen van Chogpori na, dat eindigt bij de brug op één kilometer ten westen van het Potala. De opera's in de open lucht worden nog steeds uitgevoerd tijdens de festivals.
Er bestaan ook linkhors buiten Lhasa, zoals bij de kloosters Ganden en Tashilhunpo, in McLeod Ganj dicht bij de residentie van de veertiende dalai lama en het Lingkor in Hüttenberg (Oostenrijk) tegenover het Heinrich-Harrer-Museum.
Het binnenste pelgrimpad dat als tweeling wordt gezien van de Lingkhor is Barkhor. Een derde ronde was Nangkhor, dat de rituele corridor was om de binnenste kapellen van de Jokhang-tempel. Lingkhor, Barkhor en Nangkhor zijn in te delen als de grote, middelste en kleine ronde.